# Roodvleugelkwartelduif
De roodvleugelkwartelduif (Petrophassa rufipennis) is een vogel uit de familie Columbidae (duiven).

## Verspreiding en leefgebied
Deze soort is endemisch in Australië in het noordelijk deel van het Noordelijk Territorium.